# Michael Alberti

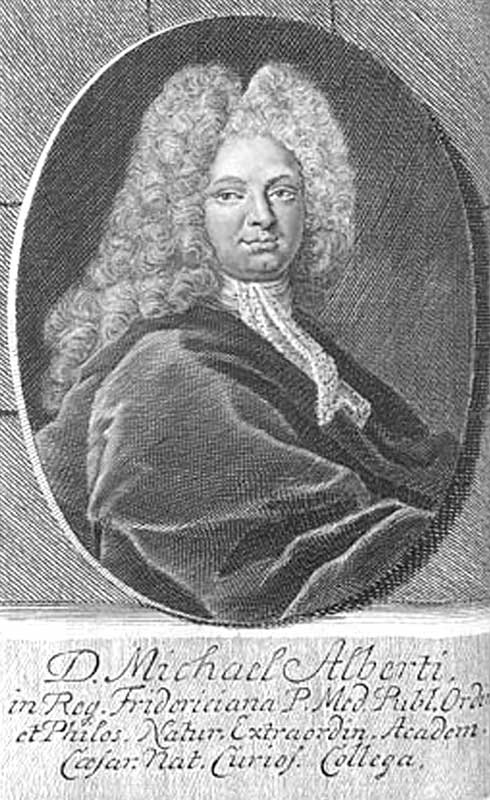
Michael Alberti

Michael Alberti (* 13. November 1682 in Nürnberg; † 17. Mai 1757 in Halle (Saale)) war ein deutscher Mediziner, Physiker und Philosoph.

## Leben
Michael Alberti wuchs in einem evangelischen Pfarrhaus auf. Er war Sohn des Pfarrers an der Nürnberger Lorenzkirche Paul Martin Alberti (1640–1705) und seiner Frau Clara und sollte wie seine Brüder anfänglich auch den Beruf des Vaters ergreifen. Daher besuchte er das Gymnasium St. Aegidien, das unter der Leitung des Direktors Johann Georg Fuchs stand. Dort erwarb er die Hochschulreife und bezog die Universität Altdorf, wo er Johann Christoph Sturm in Naturlehre und Mathematik, Georg Paul Rötenbeck in Philosophie, Daniel Wilhelm Moller und Johann Christoph Wagenseil in Geschichte und Geographie, Magnus Daniel Omeis in Rhetorik, Christoph Sonntag in den orientalischen Sprachen und Johann Michael Lang in der Theologie als seine Lehrer hatte.
Im Anschluss begab er sich als Hofmeister an die Universität Jena, besuchte die Vorlesungen von Georg Wolfgang Wedel, Rudolph Wilhelm Krause sowie Johann Philipp Slevogt und entwickelte hier eine Leidenschaft für die Medizin. Anschließend bezog er die Universität Halle, wo er von August Hermann Francke an den Hofrat Georg Ernst Stahl vermittelt wurde. Dort besuchte er neben den medizinischen Vorlesungen auch die von Christoph Cellarius in den schönen Wissenschaften und Johann Franz Buddeus in Philosophie. 1704 promovierte er unter Stahl zum Doktor der Medizin und fing an, Vorlesungen abzuhalten. Sein Vater, der im Alter vorgerückt war und Hilfe bedurfte, rief ihn zurück nach Nürnberg.
Dort gab er mitgereisten Studenten weiter Unterricht und übte sich in der medizinischen Praxis. Bald erhielt er das Amt eines Physikus in Windsheim, das er jedoch wegen des Todes seines Vaters nicht antrat. Da er aber in Nürnberg keinen Fuß an der Altdorfer Universität fassen konnte, begab er sich zurück nach Halle, wo er medizinische und philosophische Vorlesungen abhielt. 1710 wurde er außerordentlicher Professor in Halle. 1713 wurde er in die Kaiserliche Akademie der Naturforscher (Leopoldina) unter dem Namen Andronicus aufgenommen und 1716 ordentlicher Professor an der medizinischen Fakultät in Halle. Bald darauf erhielt er auch eine außerordentliche Professur in der Physik, außerdem wurde ihm die Aufsicht über die königlichen Freitische aufgetragen. Während seiner 42 Jahre währenden Tätigkeit als Professor in Halle war er 34 Mal Dekan der Medizinischen und 9 Mal Dekan der Philosophischen Fakultät sowie drei Mal (1726/27, im Wintersemester 1737 und 1753/54) Prorektor der Hallenser Hochschule. 1717 wurde er königlicher Hofrat und 1719 war er Konsistorialrat im Konsistorium des Herzogtums Magdeburg. Alberti war darüber hinaus seit 1726 auswärtiges Mitglied der königlichen Akademie der Wissenschaften in Berlin. 1729 übernahm er die Leitung des Botanischen Gartens in Halle und am 17. Oktober 1736 bekam er von der Universität Wittenberg den akademischen Grad eines Magisters der Philosophie verliehen.
Alberti war seit 1705 verheiratet mit Anna Magdalena (* um 1684; † 7. November 1741 in Halle), der Tochter des Knopfmachers und Ratsherren in Halle Georg Wendt. Aus dieser Ehe gingen fünf Kinder hervor, die jedoch größtenteils jung starben. Sein einzig überlebender Sohn Heinrich Christian Alberti (1722–1782) wurde ebenfalls außerordentlicher Professor der Medizin in Halle.
Michael Alberti wurde auf dem halleschen Stadtgottesacker bestattet, sein Grab befindet sich im Bogen 75.

## Wirken
Alberti war ein Anhänger Stahls. Er wirkte bei der Verbreitung der animistische Lehre seines Meisters mit und verteidigte sie gegen Angriffe. Mit einer, wenn auch seichten, philosophischen, und mit ästhetischer Bildung verband er eine umfassende medizinische Gelehrsamkeit und so hat er sich auf den verschiedensten Gebieten, so im Leben, wie in der Wissenschaft mit gleicher Mittelmäßigkeit bewegt. Außer mehreren Hunderten von akademischen Gelegenheitsschriften  hat er eine Reihe von Lehrbüchern über verschiedene Zweige der Medizin und eine medizinisch-forensische Sammelschrift veröffentlicht. Auch auf dem Gebiet der Gerichtsmedizin hatte er sich zu seiner Zeit einen Namen erworben. Zudem hat er auch sich mit theologischen Themen auseinandergesetzt.

## Veröffentlichungen (Auswahl)

### Dissertationen und Disputationen
- de malo hypochondrriaco et hysterico (Präs. G. E. Stahl). Halle 1703
- Inauguralis de erroribus medicinae practicae (Präs. G. E. Stahl). Halle 1704
- de vera pathologia haemorrhagiae narium. Halle 1704
- de officio medici circa adiaphora. Halle 1708
- de medica critica. Halle 1709
- de amethodia naturae. Halle 1709
- de haemorrhagiis criticis. Halle 1710
- de purpura cum febre complicata. Halle 1710
- de abortus noxia et nefanda promotione. Halle 1711
- de medicinae et doctrinae moralis nexu. Halle 1714
- de therapia morbum morali. Halle 1714
- de atonia. Halle 1716
- de sensuum internorum usu in oeconomia vitali. Halle 1716
- de mensium anormaliis. Halle 1716
- de mensium anormalis convulsivis. Halle 1716
- de motibus naturae eynosura medici. Halle 1716
- de sensu vitali. Halle 1716
- de morborum consensu. Halle 1716
- de affectibus capitis ex haemorrhagiis molientibus. Halle 1716
- de medico directore motuum vitalium. Halle 1717
- de plurimorum hominum morte immatura. Halle 1717
- de haemorrhoidibus longaevitatis causa. Halle 1717
- de haemorrhoidibus coecis. Halle 1717
- de haemorrhoidum anomaliis. Halle 1717
- de haemorrhoidum consensu cum scorbuto. Halle 1717
- de haemorrhoidum regimine et diaeta. Halle 1717
- de vomitu cruento. Halle 1718
- de cura per exspectationem. Halle 1718
- de medicina quadam efficaci in motibs naturae exacerbatis. Halle 1718
- de dyssenteria cum purpura et petechiis complicata. Halle 1718
- de pleuritide vera. Halle 1718
- de rore marino. Halle 1718
- de scabie. Halle 1718
- de epilepsia. Halle 1718
- de haemorrhoidibus excedentibus. Halle 1718
- de haemorrhoidum insolitis viis. Halle 1718
- de haemorrhoidum consensu cum morbis splenis. Halle 1718
- de haemorrhoidum consensu cum capite et pectore. Halle 1718
- de haemorrhoidali colica. Halle 1718
- de apoplexia sanguinea. Halle 1719
- de arnicae verae usu. Halle 1719
- de sudore sanguineo. Halle 1719
- de purpura urnicata. Halle 1719
- de malo splenetico. Halle 1719
- de praeiudicatis quibusdam in physiologia opinionibus. Halle 1719
- de morbis animi ex anormaliis haemorrhagicis. Halle 1719
- de dubiis vexatis materiae medicae. Halle 1719
- de mictu cruento. Halle 1719
- de fluxus haemorrhoidalis provocatione. Halle 1719
- de haemorrhoidum et mensium consensu. Halle 1719
- de haemorrhoidariorum prudenti therapia per acidulas et thermas. Halle 1719
- de medicamentorum operandi modo in corpore vivo. Specimen I. Halle 1719
- de medicamentorum operandi modo in corpore vivo argumento. Specimen II. Halle 1720
- de medicamentorum operandi modo in corpore vivo. Specimen III. Halle 1720
- de medicamentorum operandi modo in corpore vivo. Specimen IV. Halle 1720
- de scorbuto praeservando. Halle 1720
- de doloribus. Halle 1720
- de efficacia aeris ad morbos generandos. Halle 1720
- de irae energia ad morbus producendum. Halle 1720
- de praerogativis praxeos per simplicia prae medicina per composita. Halle 1720
- de catarrho suffocativo efficaci quodam remedio tractando. Halle 1720
- de auripigmento. Halle 1720
- de perniciosis remediis in phthisi. Halle 1720
- de haemorrhoidum consensu cum podagta et calculo. Halle 1720
- de superstitione medica. Halle 1720
- de valetudinariis imaginariis. Halle 1721
- Positiones physices ad cognoscendum macro et micro cosmum. Halle 1721
- de therapia imaginaria. Halle 1721
- de praeservandis metallicolarum morbis. Halle 1721
- de studiosorum sanitate tuenda. Halle 1721
- de mystarum morbis praeservandis. Halle 1721
- de metallicolarum nonnullis morbis. Halle 1721
- de sudore annuo spontaneo. Halle 1721
- de sanatione fortuita. Halle 1721
- de pediluviorum usu medico. Halle 1721
- de camphorae circumspecto usu medico. Halle 1722
- de absorbentium utilitate et damnis in praxi medica. Halle 1722
- de abstinentia a medicis et medicamentis, morbos monemque avertente. Halle 1722
- de abstinentia medici ab aegrotis famam et vitam nonnunquam conservante. Halle 1722
- de phantasiae Jusu, usu et abusu in medicina. Halle 1722
- de Squilla. Halle 1722
- de morum et morborum consensu. Halle 1722
- de genuinis sanitatis conservandae fundamentis. Halle 1722
- de religione medici. Halle 1722
- de asthmate convulsivo. Halle 1723
- de diaphoreseos usu et abusu. Halle 1723
- de morborum salubritate. Halle 1723
- de podagra juniorum. Halle 1723
- Memento mori commendans. Halle 1723
- de polypo cordis. Halle 1724
- de conscientia medica. Halle 1724
- de confessione aegri erga medicum. Halle 1724
- de vaticiniis aegrotorum. Halle 1724
- de febre petechiali. Halle 1724
- de venaesectionis in pede gravidarum usu tuto et salutari. Halle 1724
- de singulari mercurii dulcis usu in desperatis quibusdam morbis. Halle 1724
- de termino animationis foetus humani. Halle 1724
- de lochiorum statu legitimo et morboso. Halle 1724
- de morbis ex vermibus. Halle 1725
- de initio mensium initio morborum. Halle 1725
- de medicinae cum Geosophiae nexu. Halle 1725
- de hydrocephalo. Halle 1725
- de aneurismate. Halle 1725
- de venaesectione secunda in quibusdam morbis chronicis vere secunda. Halle 1725
- de recideiva morborum. Halle 1725
- de therapiae morborum spontancae observationes necessitate et utilitate in medicina. Halle 1725
- de resuscitatione semimortuorum medica. Halle 1725
- de potestate diaboli in corpus humanum. Halle 1725
- de spectris. Halle 1725
- de medicina Christi divina & miraculosa. Halle 1725
- de haemorrhoidibus symptomaticis et perniciosis. Halle 1726
- de morbo hungarico Hagymaz cjusdemque curatione per specificum. Halle 1726
- de morbis aulicis. Halle 1726
- de haemorrhagiis mortuorum et jure cruentationis. Halle 1726
- de haemorrhoidum salubri et insalubri promotione. Halle 1726
- de spirandi difficultate. Halle 1726
- de somno morborum causa. Halle 1726
- de haemorrhoidibus juniorum. Halle 1727
- de casu memoria digno, hydropicae lapsu integro abdomine curatae. Halle 1727
- de venaesectione abortum praeservante. Halle 1727
- de cura per domestica. Halle 1727
- de autochiria litteratorum. Halle 1727
- de haemorrhoidibus gravidarum et puerperarum. Halle 1727
- de initio mensiumfine morborum. Halle 1727
- de naturae lucta cum morbo et medico. Halle 1727
- de haemorrhoidum praeservatione. Halle 1727
- de haemorrhoidum differentia ab aliis alvi cruenti fluxibus. Halle 1727
- de haemorrhoidibus haereditariis. Halle 1727
- de hydrope. Halle 1728
- de fistula urethrae virilis. Halle 1728
- de mente sanain corpore sano. Halle 1728
- de phthisi praeservanda. Halle 1728
- de morum et remediorum nexu. Halle 1728
- de pulmonum subsidentium experimenti prudenti applicatione. Halle 1728
- de purpura puerperarum. Halle 1728
- de dysuria senili. Halle 1728
- de longaevitate ex aeris temperie. Halle 1728
- de longaevitate ex diaeta. Halle 1728
- de longaevitate ex motu eorporis. Halle 1728
- de longaevitate ex medicina. Halle 1728
- de longaevitate ex animi moderamine. Halle 1728
- de tussi infantum epidemica. Halle 1728
- de diaeta principum. Halle 1728
- de podagra praeservanda. Halle 1729
- de podagrae praeservatione. Halle 1729
- de militum valetudine tuenda. Halle 1729
- de atrophia infantum. Halle 1729
- de morum mutatione sub morbis. Halle 1729
- de partu serotino. Halle 1729
- de natura morborum medicatrice. Halle 1729
- de excrescentia nasi cum haemorrhoidum anemaliis connexa. Halle 1729
- de foetu mortuo. Halle 1729
- de canitie praematura. Halle 1729
- de adstringentium perverso in haemorrhagiis usu et effectu. Halle 1729
- de torturae subjectis. Halle 1729
- de medicina strategematica. Halle 1729
- de vestitus vitiis morborum causis. Halle 1729
- de ischiadico malo. Halle 1729
- de sputatione hypochondriaca. Halle 1730
- de febrisugorum selecto et cauto usu. Halle 1730
- de haemoptysi. Halle 1730
- de sensibilitate personali. Halle 1730
- de lactis cauto usu medico. Halle 1730
- de Coffee potus usu noxio. Halle 1730
- de panacca. Halle 1730
- de curationibus sympatheticis. Halle 1730
- de venaesectionis utilitate in gravidis. Halle 1730
- de therapia per dolores. Halle 1730
- de abortus violenti modis et signis. Halle 1730
- de remediis motibus tam excitandis, quam sedandis destinatis. Halle 1730
- de aere fodinarum metallicarum noxio. Halle 1730
- de panacca. Halle 1730
- de curationibus sympattheticis. Halle 1730
- de venaesectionis utilitate in gravidis. Halle 1730
- de therapia per dolores. Halle 1730
- de abortus violenti modis et signis. Halle 1730
- de remediis motibus tam excitandis, quam sedandis dettinatis. Halle 1730
- de aere fodinarum metallicarum noxio. Halle 1730
- de erysipelate ex purpura rubra male curata. Halle 1731
- de morbum gradu differenti, pro locorum diversitate. Halle 1731
- de fonticulorum noxia concretione. Halle 1731
- de ardore ventriculi. Halle 1731
- de aegro examinis methodo et cautelis. Halle 1731
- de natura vitae et sanitatis formatrice. Halle 1731
- de cancro. Halle 1731
- de asthmate sanguineo spasmodico. Halle 1731
- de principio rationis sufficientis maximi in anatomia usus. Halle 1731
- de Scorbuto Daniae non endemio. Halle 1731
- de alexipharmacorum concentratorum noxa in schribus malignis. Halle 1731
- de funiculi umbilicalis neglecta alligatione in causa infanticidii lamitanda. Halle 1731
- de hepatis scirrho. Halle 1731
- de lochiorum suppressione. Halle 1731
- de fanatione divitum difficili. Halle 1731
- de anaemia. Halle 1732
- Casus peculiaris de morbo motuum habituali ex imaginatione, sub schemate ructuum enato. Halle 1732
- de convenientia medicinae cum Theologia practica. Halle 1732
- de spirituum ardentium usu et abusu diaetetico. Halle 1732
- de visus obscuratione a partu. Halle 1732
- de morbis occultis. Halle 1732
- de valerianis officinalibus. Halle 1732
- de morbis ex intermissione venaesectionis. Halle 1732
- de fale primigenio fere universali. Halle 1733
- de frequenti mystarum sermocinatione egregio sanitatis praesidio. Halle 1733
- de auro vegetahili Pannoniae. Halle 1733
- de con- et insuerudine aegrotandi. Halle 1733
- de praeservandis litteratorum morbis. Halle 1733
- de erroribus in pharmacoliis ex neglecto studio botanico. Halle 1733
- de curatione per similia. Halle 1734
- de effentiis officinalibus. Halle 1734
- de motus corporis noxio usu. Halle 1734
- de usu venaesectionis in paroxysmo calculi renalis. Halle 1734
- de venaesectionis salutari intermissione. Halle 1735
- de colica ventriculi. Halle 1735
- de dysthanasia medica. Halle 1735
- de euthanasia medica. Halle 1735
- de lethifera ac praematura formosorum deformatione. Halle 1735
- de hepate uterino. Halle 1735
- de haemorrhagiarum statu praeternaturali. Halle 1735
- de medico pro nobis sive medicina artificiali. Halle 1735
- de medico in nobis sive medicina naturali. Halle 1735
- de naturae sanae depravatione. Halle 1735
- de medico effectu affectuum animi. Halle 1735
- de mechanica moriendi necessitate. Halle 1735
- de tortura domestica, sive abusu curae subluxationis vertebrarum plebejae. Halle 1735
- Sylloge observationum anatomicarum selectarum. Halle 1736
- de hysterargia medica. Halle 1736
- Haematologia physico medica. Halle 1736
- de induciis medicis castitatis medico. Halle 1736
- de quatuor novissimmis remediis von vier letzten Hülfsmitteln. Halle 1736
- de voto castitatis medico. Halle 1736
- de manuluvii usu medico. Halle 1736
- de sermentatione vinosa. Halle 1736
- de lacrymarum noxa et utilitate medica. Halle 1737
- de dentibus serotinis, sepientiae vulgo dicis. Halle 1737
- de differentia sanguinis arteriosi et venosi. Halle 1737
- de ebrietate foeminarum. Halle 1737
- de foetus mortui cum annexis secundinis ex utero extractione. Halle 1737
- de loquelae usu medico. Halle 1737
- de menstruo metallorum universali. Halle 1737
- de pectinationis usu medico. Halle 1737
- Praejudicia nonulla circa aerem. Halle 1737
- de oscitatione. Halle 1737
- pres. Ch. L. Hochstetter resp. de remediis morborum superstitiosis. Halle 1737.
- de sulphuris antimonii aurai usu medico in aduis quibusdam praecipue lymphaticis morbis. Halle 1737
- de solitudinis utilitate medica. Halle 1737
- de falsis medii genesi ex acido aereo.de socialitate sanis et aegris medica. Halle 1737
- Commentatio medica in edictum aedilitium ff. Libr. XXI. Tit. I. Halle 1738
- de ferro. Halle 1738
- de hepatis obsructione. Halle 1738
- de ploratu infantum sanorum sub partu. Halle 1738
- de singultu praecipue puerperarum. Halle 1738
- de peregrinatione medica. Halle 1739
- de consensu calculi cum haemorrhoidibus externis. Halle 1739
- de bella donna specifice in cancro occulto. Halle 1739
- de concionum salubri mensura. Halle 1739
- de jure lactantium medico. Halle 1739
- de arte sanandi per morbum. Halle 1739
- de puerperio multorum morborum saepius initio opportuno. Halle 1739 (Digitalisat)
- de false volatili urino ex parte acido vitriolico. Halle 1739
- de succini solutione ferme radicali. Halle 1739
- de modo utendi et regimine in termis Silesiorum Hirschbergensibus observandis. Halle 1739
- de venatione morbifica. Halle 1739
- de diaeta cuivis morbo propria exemplo praecipuorum morborum. Halle 1739
- Contraria sunt studiose divinae cognitioni praecepta medicinae. Halle 1739
- de phrenitide Pannoniae idiopathica. Halle 1739
- de apotherapia. Halle 1740
- de medicina peripathetica s. Ambulatoria. Halle 1740
- de hydrargyrosi sive salivatione ope mercurii. Halle 1740
- de medicina artificiosa plebi parum fructuosa. Halle 1740
- de inspectione corporis forensis in causis matrimonialibus fallacibus et dubiis. Halle 1740
- de lactis suspecta praesentia in innuptis. Halle 1741
- Casus menstrui fluxus anormali animique pathematibus perturbati. Halle 1741
- de sudoris ambultorii salubritate et insalubritate. Halle 1741
- de senectute viridi. Halle 1741
- de septenario medico memorabili. Halle 1742
- de extractione foetus perversi ex utero post aquarum effluxum compresso. Halle 1742
- de frequentia morhorum in foeminis prae viris. Halle 1742
- de Medicinae apud Ebraeos & Aegyptios conditione. Halle 1742
- de victu fumoso. Halle 1743
- de eo, quod medice vivere, sit optime vivere. Halle 1743
- de melancholia vera & simulata. Halle 1743
- de secundinis restitantibus. Halle 1743
- de affectibus pruriginosis. Halle 1743
- Casus singultus chronici XXIV annorum. Halle 1743
- de medicina sanguinaria. Halle 1743
- de sepulcorum salubri translocatione extra urbem. Halle 1743
- de nuptiis senum secundis, raro secundis. Halle 1744
- de tabaci fumum sugente theologo, inauguralis filii H. C. Alberti. Halle 1743
- de medicina moratoria. Halle 1743
- de cerevisiae potu in nonnullis morbis insalubri & adverso. Halle 1743
- de abusu emollientium in morbis chirurgicis. Halle 1743
- de foecunditate coporis ob foecunditatem animi in foeminis. Halle 1743
- de Borace. Halle 1745
- de decubitu dormientium sanorum salubri. Halle 1745
- de morbis aestivis. Halle 1745
- de sanguine nobili. Halle 1745
- de roncho dormientium. Halle 1745
- de analepticis. Halle 1745
- de medici officio circa animam in causa sanitatis. Halle 1745
- de aurora musis amica et sana. Halle 1746
- de osculo mobifero et mortifero. Halle 1746
- de litteratorum et honoratiorum sanitate tuenda et restituenda. Halle 1746
- de salubritate esculentorum vegetabilium prae carnibus. Halle 1746
- de risus commodo et incommodo in oeconomia vitali. Halle 1747
- de jejunii voto et usu medico. Halle 1747
- de crimine stellionatus medici. Halle 1747
- Casuum biga ad memoriam maxime insignium cum Clave pathologica faustaque rationali mendendi methodo. Halle 1747
- de crimine rugarum. Halle 1747
- de morientium cygneo cantu. Halle 1747
- de ligaturae usu medico. Halle 1747
- de dysenteria epidemica, quasi Pannonica, turbulenta empiricorum cura, fere contagiosa et maligna, superiori anno vicina devastante loca. Halle 1747
- de cura assatoria. 1748

### Traktate und Programme
- Indices dissertationum Stahlianarum, cum praefationibus, quarum prior prodiit. 1707, 1711
- de energia naturae. 1707
- de pedantismo medico. 1707
- Vindiciae Stahhlianae invasionibus D. D. Heisteri de masticatione disputantis oppositae. 1711
- Epist. Gratul de mysterio neturae in medicina. 1707
- de ortu et progressu variolarum. 1709
- de commercio animae cum sauguine. 1710
- Progr. De fatis theoriae medicae. 1711
- Epist. De morbis mortiseris. 1711
- de fatis doctrinae temperamentorum. 1712
- de naturae et artis commercio therapeutico. 1712
- de admirandis animae praecipue humanae effectibus. 1713
- de podagra fine sale. 1713
- Epist. De thermis et acidulis tanquam idolo medico deque circumspecto carum usu. 1713
- Progr. De vero sensu medico naturae incorporeae Hippocratio. 1718
- Epist. Quod anima rationalis fit natura. 1718
- Prop. De falso sensu medico natuare corporeae Hippocratico. 1718
- de commercio animae sive naturae incorporeae cum mediis corpoeis. 1720
- de venaesectione sensum. 1724
- de venaesectione infantum et puerorum. 1724
- de natura, quatenus est idolum & asylum ignorantiae medicorum. 1725
- de venaesectione timidorum. 1725
- de venaesectione juniorum. 1725
- de venaesectione curatorie repetita. 1725
- de venaesectione duplicata. 1726
- de festarum medicarum noxia restauratinbe. 1730
- de arteriarum dubia systole. 1741
- Philosophische Gedanken von dem Unterschiede der Kräfte der Seelen nach dem Unterschiede der Menschen. 1741
- Introductio in universam medicinam.
  - Teil I. Physiologia et Pathologia medica. Halle 1718
  - Teil II. Semiologia Hygiene, Materia medica et Chirurgia. Halle 1719
  - Teil III. Therapia medica, Praxis universalis et Chymis. Halle 1721
- G. E. Stalii Opseulum Chymico- Physico-Medicum seu Schedismasmatum a pluribus annis variis occasionibus in publicum emissorum nune quadantenus etiam auctorum in unum Volumen jam collectorum fasciculus. Halle 1715
- Dissertationes academicae de Haemorrhoidibus in peculiare Volumen collectae. Halle 1719
- Tract. De medicamentorum mundo operandi in corpore vivo. Halle 1720
- Tractatus de haemorrhoidibus, in quo schedismata quaedam Stahlii veram haemorrhoidum doctrinam exponentia fundamenti loco praemittuntur, c, praes. Stahlii. Halle 1717
- Ausführlicher Bericht vom Podagra ohne Saltz. Halle 1725
- Abhandlung vom Podagra junger Leute, ins deutsche Übersetzt. 1725
- Specimen Medicinae theologicae. Halle 1726
- Isagoge formulas medicas praxi elinicae accommodatas conscribendi. Halle 1726
- Systema Jurispruntiae medicae, quo casus forenses a Ictis et Medicis decidendi explicantur, omniumque facultatum sententiis confirmantur, c.. praes. Thomasii. Teil 1 Halle 1725, Teil 2 Schneeberg 1729, Teil 3 Schneeberg 1733, Teil 4 Leipzig 1737, Teil 5 Leipzig 1740, Teil 6 Görlitz 1747
- Tentamen Lexici realis observationum medicarum. Teil 1 Halle 1727,  Teil 2 Halle 1730
- Commentatio in Constitutionem criminalem medica. Halle 1739
- Tractatus de natura humana. Halle 1732